# Bowkeria borealis
Bowkeria borealis är en fjärilsart som beskrevs av Quickelberge 1972. Bowkeria borealis ingår i släktet Bowkeria och familjen juvelvingar. Inga underarter finns listade i Catalogue of Life.